# إيرين أو. غالواي
إيرين أو. غالواي (بالإنجليزية: Irene O. Galloway)‏ هي جندية أمريكية، ولدت في 1908، وتوفيت في 1963.